# Габриел Брнчић
Габриел Брнчић познатији као Исазо (Сантијаго де Чиле, 16. фебруар 1942) чилеански је композитор, педагог и специјалиста за електроакустичну технологију и електроакустичну музику.

## Биографија
Габриел Брнчић је започео своје студије у родном граду Сантијагоу де Чиле на Националном конзерваторијуму стурајући виолину. Поред музике уписао је и инжењерске студије што и објашњава његово рано занимање за електроакустичну музику и алгоритамску композицију, као и за студије везано за инструменталисту виолине. Током својих студија заволео почео је јако да се интересује музику и је одлучио и да настави у том смеру. Након неколико година, 1965. одлучио је да оде заједно са својим родитељима у Аргентину како би се уписао у Латиноамерички центар за напредне музичке студије на институту Ди Тела у Буенос Ајресу. За ову одлуку се одлучио због тога што је овај институт био један од најпрестижнијих института у целој Латинској Америци за електроакустичну музику.
Завршио је постдипломске студије композиције и електроакустичне музике код Алберта Гинастере, Франциска Кропфла и Герарда Гандинија. Тамо је, између осталих важних композитора на међународној сцени, упознао Ианиса Ксенакиса, Јохана Цагера и Луигија Ноноа од којих је добио значајно охрабрење јер су приметили његов велики потенцијал за музику.
Након дипломирања 1966. године почео је да ради на институту на којем се и школовао. Између 1967. и 1970. био је ванредни професор на катедри за електроакустичну музику, под управом Франциска Кропфла.
Између 1971. и 1973. био је директор Лабораторије за звук и електроакустичну музику Центра за истраживање масовних комуникација, уметности и технологије у  Буенос Аиресу.
Брнчић је морао да напусти Аргентину због непријатељске политичке климе диктатуре те се сели са породицом 1974. године у Барселону. У том граду је пронашао посао као педагог за једној престижној лабораторији. Његов посао је био да  да држи курсеве композиције, а 1983. постао његов директор, а неколико година касније уметнички директор лабораторије.
Од самог почетка је учествовао у разним иницијативама за развој и ширење електроакустичне музике, сарађујући са другим композиторима, извођачима, истраживачима и уметницима из других дисциплина. Његово познавање музичке традиције и савремене музичке технологије од далеких шездесетих година у Чилеу, стекло му је престиж као едукатора нових генерација музичара.
Током дуги низ година, пропутовао је свуда по свету и ширио своје знање везано за акустику. Захваљујући музичким фондацијама створио је постдипломски програм из музичке композиције и савремених технологија на Универзитету Помпеју Фабра, чији и постао директор.

## Студије
- Дипломирани математичар, Средња школа Мануел де Салас
- Виша диплома композиције, Факултет уметности Универзитета у Чилеу.
- Постдипломска диплома, Специјализација из композиције и електроакустичне музике, из Латиноамеричког центра за напредне музичке студије, Буенос Аирес, Аргентина.
- Више звање професора хармоније, контрапункта и фуге, композиције и инструментације и оркестрације. Министарство образовања, Шпанија.

### Стручни предмети
- Курс обоа, Вечерња школа Националног музичког конзерваторијума Чилеа. 1960.[10]
- Курс електронске музике, Буенос Аирес. 1967-70.[11]
- Семинар о креативној примени технологије Буенос Аирес. 1969.[12]
- Курс психоакустике, Универзитет Ел Салвадор, Буенос Аирес. 1970.
- Примењени курс звука за музичку терапију, Буенос Аирес. 1970.
- Курс електроакустичне музичке технике, Центар за масовне комуникације, истраживање уметности и технологије, Буенос Ајрес. 1971-74.
- Курс композиције са електроакустичким средствима, Фондација Пхонос де Барцелона, 1975-90.[13]
- Семинар о композицији. Летњи курсеви Фондације Пхонос. 1976-1993. Направљено у фондацији Јоан Миро у Барселони.
- Курс композиције, Врхунски музички конзерваторијум. 1988-98-90.
- Семинар електроакустичне музике и радионица композиције на Факултету уметности Универзитета у Чилеу. Сантиаго де Чиле, од 23. до 30. августа 1990.
- Конференција-концерт у општинској библиотеци Цонцепцион, Чиле. 12.09.90. Спонзорирали су Универзитет у Био-Био и Музички конзерваторијум Лауренциа Цонтрерас Лема.
- Курс композиције, Врхунски музички конзерваторијум, 1989. и 1991.
- Курс композиције са инструменталним, електроакустичким и рачунарским медијима, Кабинет за електроакустичну музику (ГМЕ), Професионални конзерваторијум у Цуенци, Шпанија, 1989-1997.
- Универзитетски продужени курс о музици и технологији, Универзитет у Барселони. 1993.
- Актуелне технике за професију композитора. Школа Чилеанског удружења за ауторска права (СЦД). Сантиаго де Цхиле, од 6. до 9. септембра 1994.
- Магистар музичког стварања и технологије, Универзитет Помпеу Фабра у Барселони, 1994-1996, 1995-97.
- Радионица музичког стваралаштва II (Тренутне технике за посао композитора II). Музички и технолошки центар (ЦМТ) чилеанског Друштва за ауторска права (СЦД). Сантиаго де Цхиле, од 12. до 31. августа 1996.[14]
- Курс о секвенцама Луциана Бериа. Професионални конзерваторијум у Цуенци, Шпанија, 2000.
- Курс музичке композиције и информатике, Фундасион Пфонос Институто Университарио дел Аудиовисуал, 1996-97.
- Курс о секвенцама Луциана Бериа. Професионални конзерваторијум у Виторији, Шпанија, 2001.
- Мастер дигиталне уметности, модул музичке композиције, Универзитет Помпеу Фабра у Барселони, 1998—2008.
- Семинар о композицији Лабораторије за рачунарске науке и музичку електронику (ЛИЕМ) Центра за дифузију савремене музике (ЦДМЦ), Мадрид, 2001.
- Семинар о теорији композиције. Постдипломац из савремене композиције и технологије, Универзитет Помпеу Фабра у Барселони, 2006-2008.
- Семинар о композицији на Институту за музику Католичког универзитета у Чилеу. Септембар-новембар 2003.
- Семинар за присуство Луигија Нона на Институту за музику Католичког универзитета у Чилеу. Октобар 2003.
- Редовни курсеви композиције, технике композиције и музичке анализе у Есуела Супериор де Музика де Шаталуна, 2002—2008.[15]

## Статути
- Професор и истраживач на Институту Ди Тела у Буенос Аиресу, заједно са Албертом Гинастером, Франциском Кропфлом и Герардом Гандинијем. 1967-70
- Директор студија звука и електроакустичне музике Центра за истраживање масовних комуникација, уметности и технологије  општине Буенос Аиреса. 1971-74
- Директор студије електроакустичне музике фондације Хонос из Барселоне. 1975-92
- Професор теорије композиције, теорије и праксе свирања музике са електроакустичко-рачунарским медијима у кабинету за електроакустичну музику у Куенци, 1989-97.
- Директор Међународног семинара о музици и рачунарима, Међународни универзитет Менендез Пелаио. 1991-95.
- Уметнички директор Фондације Пхонос, Барселона. 1993-
- Професор мастер из дигиталне уметности на Универзитету Помпеу Фабра, Барселона. 1994-
- Директор курсева за музичку анализу: Еинес де Шреасио Музикал, Центар за савремену културу у Барселони и Универзитет Помпеу Фабра.
- Професор музичке композиције и анализе на Високој музичкој школи у Каталонији. 2001-
- Ванредни професор на Универзитету Помпеу Фабра за курс за уметност и технологију. 2002-
- Директор постдипломског курса из музичке композиције и савремене технологије, Универзитет Помпеу Фабра. 2006-

## Похвалнице и признања
- Награда Института за музичко продужење Универзитета у Чилеу (1967, 1968, 1969)
- Стипендија Института Ди Телла, Буенос Аирес, Аргентина, (1965-1967)
- Прва награда на такмичењу "Casa de las Américas", Куба (1966)
- Грант за композицију фондације Гугенајм, Сједињене Америчке Државе (1976)
- Представник музичке секције Судвестфунка, Немачка (1980)
- Представник прве изложбе  савремене музике у Каталонији, Шпанија (1983)
- Прва награда на Concours Internationaux de Musique et d’Art Sonore Electroacoustiques, Француска (1984)
- Награда града Барселоне (1985)
- Представник Центара за дифузију савремене музике и Национални радио Шпаније, Радио 2, Мадрид (1988).
- Медаља Чилеанског музичког већа (2003)
- Дописни академик Академије лепих уметности Института Чиле.

## Списак дела
| Година   | Музика | Врста музике                               |
| -------- | --- | ------------------------------------------ |
| 1963.    | Oda a la energía, за оркестар | Окестрална музика                          |
| 1964.    | Génesis, електроакустична сценска музика припремљена за балет | Сценска балетска музика                    |
| 1964.    | Máquinas, електроакустична сценска музика | Сценска музика                             |
| 1964.    | Yasi-Yatere, за коморни састав | Инструментална музика                      |
| 1964.    | Dialexis, за удараљке, клавир, целесту и траку | Инструментална музика                      |
| 1966.    | Quodlibet, за саксофон, виолу, трубу, електричну гитару и електричне оргуље или два алтсаксофона, виолу и вибрафон                                                             | Инструментална музика                      |
| 1966.    | Quodlibet II, електроакустична музика са синтисајзером изођена у реелном времену                                                                                               | Електроакустична музика                    |
| 1967.    | Volveremos a las montañas, Електроакустична музика | Електроакустична музика                    |
| 1967.    | Concierto para viola y orquesta Солистички концерт за виолину и оркестар) | Концертна оркестрална музика               |
| 1967.    | Acuérdate, ha muerto..., za elektronski procesuirane klarinet i violinu | Инструментална музика                      |
| 1967.    | Acuerdate, ha muerto… (2. верзија), за електронски процесуиране обоу, кларинет, виолину и виолу                                                                                | Инструментална музика                      |
| 1967-71. | 24 Quodlibet | -                                          |
| 1968.    | Quodlibet IV,, за хармонику | Солистичка музика                          |
| 1968.    | Volveremos a las montañas (2. верзија), електроакустичка музика | Електроакустична музика                    |
| 1968.    | Quodlibet VIII, за обоу, енглески рог и електронику | Инструментална музика                      |
| 1968.    | Quodlibet VIII (2. верзија), за флауту, виолу, контрабас, енглески рог и електронику                                                                                           | Инструментална музика (електроника)        |
| 1968.    | Quodlibet VIII (3. верзија), за флауту, виолу, и електронику | Инструментална музика                      |
| 1968.    | Puerto Montt, Електроакустична музика | Електроакустична музика                    |
| 1969.    | Quodlibet XVII, за оркестар, збор и плесаче | Сценскамузика (балет)                      |
| 1969.    | El túnel (a Jorge Sábato), електроакустичка музика | Електроакустична музика                    |
| 1970.    | Preludio de madera, Електроакустична музика | Електроакустична музика                    |
| 1970.    | Preludio de cristal,, Електроакустична музика | Електроакустична музика                    |
| 1970.    | 'Batucada, Електроакустична музика | Електроакустична музика                    |
| 1971.    | Donald Blues, Електроакустична музика | Електроакустична музика                    |
| 1971.    | Agua, Електроакустична музика | Електроакустична музика                    |
| 1972.    | Cuarteto (2. верзија), за виолину, двије виоле и магнетофонску врпцу | Инструментална музика                      |
| 1973.    | Música de 1973, за гласовир, виолу, синтесајзер и магнетофонску врпцу | Инструментална музика                      |
| 1975-76. | Цхиле фéртил провинциа, за виолу, контрабас, удараљке и магнетофонску врпцу | Инструментална музика                      |
| 1976.    | Arpégio, Електроакустична музика | Електроакустична музика                    |
| 1976.    | Un día en el jardín del gigante, сценска музика за гласовир, удараљке и магнетофонску врпцу                                                                                    | Сценска музика                             |
| 1976.    | Un día en el jardín del gigante, електроакустичка сценска музика | Сценска музика (електоракустика)           |
| 1976.    | Salvat-Papasseit i la seva època (2. верзија), за гласовир и магнетофонску врпцу                                                                                               | Солистичка музика (врпца)                  |
| 1976.    | Cueca para la exaltación de Jorge Peña Hen, за гитарски дуо | Солистичка музика (гитаре)                 |
| 1977.    | Un jardín para todos, Електроакустична сценска музика | Електроакустична сценска музика            |
| 1977.    | Variaciones I,, Електроакустична музика | Електроакустична музика                    |
| 1979.    | Tonada larga a Recabarren, за виолончело и гласовир | Инструментална музика                      |
| 1979.    | Destierro, Електроакустична музика | Електроакустична музика                    |
| 1979-81. | 'Cielo,, за виоле и магнетофонску врпцу | Солистичка музика(врпца)                   |
| 1980.    | Memorias, за удараљке, виолину и магнетофонску врпцу | Солистичка музика (врпца)                  |
| 1980.    | Música de las apariencias, за виолину и магнетофонску врпцу | Солистичка музика (врпца)                  |
| 1980.    | Coral retrato, за тенора, виолу, кларинет и магнетофонску врпцу | Инструментална музика                      |
| 1980.    | Aria y pasacalle, за флауту, кларинет, контрабас, гитару и магнетофонску врпцу                                                                                                 | Инструментална музика (врпца)              |
| 1981.    | Nuestra América, para percusión y cinta, за удараљке и магнетофонску врпцу | Солистичка музика (врпца)                  |
| 1981.    | Grisalla | –                                          |
| 1982.    | Grisalla (segunda versión), música electroacústica para escena (2. верзија), Електроакустична сценска музика                                                                   | Електроакустична сценска музика)           |
| 1982.    | Bach y las monedas,Електроакустична сценска музика | Електроакустична сценска музика            |
| 1982.    | Nuestra América (segunda versión), música electroacústica sobre cinta (2. верзија), електроакустичка музика уз магнетофонску врпцу                                             | Електроакустичка музика                    |
| 1982.    | Las afinidades electivas 1982, polymoogs, за полифоне аналогне синтесајзере (полyмоогс)                                                                                        | Електроничка музика                        |
| 1982.    | anciones con sintetizador, música electroacústica sobre cinta, електроакустичка музика уз магнетофонску врпцу                                                                  | Електроакустичка музика                    |
| 1983.    | Polifonía de Barcelona, para grupo de cámara con procesamiento electroacústico en tiempo real, за коморни ансамбл и њихову електроакустички обрађену изведбу у реалном времену | Инструментална музика                      |
| 1983.    | Triunfo por las madres de Plaza de mayo, за гитару, глас и магнетофонску врпцу                                                                                                 | Вокална музика(уз глазбала)                |
| 1983.    | Polifonía de Venecia, para música electroacústica sobre cinta, електроакустичка музика уз магнетофонску врпцу                                                                  | Електроакустичка музика                    |
| 1984.    | Variaciones sobre sonatas e interludios, para viola, guitarra eléctrica y cinta, за виолу, електричну гитару и магнетофонску врпцу                                             | Инструментална музика(врпца)               |
| 1985.    | Concierto gótico, para viola y cinta, за виолу и магнетофонску врпцу | Солистичка музика (врпца)                  |
| 1985.    | Chile fértil provincia (segunda versión), para viola, contrabajo, percusión, voz y cinta (2. верзија), за виолу, контрабас, удараљке, глас и магнетофонску врпцу               | Инструментална музика (врпца)              |
| 1985.    | Concierto Gótico, електроакустичка музика уз магнетофонску врпцу | Електроакустичка музика                    |
| 1985.    | Concierto Gótico, за виолу или виолончело и магнетофонску врпцу | Инструментална музика                      |
| 1985.    | Quodlibet IV (3. верзија), за гласове и магнетофонску врпцу | Вокална музика (врпца)                     |
| 1985.    | Opera Rotas, para voces, orquesta de cámara y electroacústica, за гласове, коморни оркестар и електроакустику                                                                  | Вокална музика (уз оркестар)               |
| 1986.    | 'Clarinen Tres,, за кларинет и магнетофонску врпцу | Солистичка музика (врпца)                  |
| 1986.    | 'Des' être, за рачунално управљани синтесајзер и двије виоле | Солистичка музика (електроника)            |
| 1986.    | Tres Estilos, за гитару и електронику | Солистичка музика (електроника)            |
| 1987.    | Ese Mar,, за рог, тубу и магнетофонску врпцу | Инструментална музика (врпца)              |
| 1987.    | 'Ciudad Encantada, за магнетофонску врпцу | Електроничка музика(врпца)                 |
| 1987.    | Melodies, за алтсаксофон соло | Солистичка музика (врпца)                  |
| 1987-88. | Música de cámara I, II y III, para varios grupos instrumentales, за различите скупине музике                                                                                   | Инструментална музика                      |
| 1988.    | Passacaglia', за синтесајзере и магнетофонску врпцу | Електроничка музика                        |
| 1988.    | Sexteto para violas, за виолу и магнетофонску врпцу | Солистичка музика (врпца)                  |
| 1988.    | Historia de dos ciudades, радио игра | музика за радио                            |
| 1989.    | Dulcian Concert, за фагот и магнетофонску врпцу | Солистичка музика (врпца)                  |
| 1989.    | Composición, електроакустичка музика | Електроакустичка музика                    |
| 1989.    | Kientzy Concert,, за електронски процесуиран тенорсаксофон у реалном времену и магнетофонску врпцу                                                                             | Солистичка музика (врпца)                  |
| 1989.    | Uno y mil efectos de la libertad, електроакустичка музика | Електроакустичка музика                    |
| 1990.    | Viaje al invierno, за флауту и магнетофонску врпцу | Солистичка музика(врпца)                   |
| 1990.    | Vade Retro, a Luigi Nono, música electroacústica, Електроакустична музика | Електроакустична музика                    |
| 1990.    | Tenor concert (a Daniel Kientzy), para saxofón tenor solo, за тенорсаксофон соло                                                                                               | Солистичка музика(врпца)                   |
| 1991.    | Partita para oboe, за обоу соло, кларинет, виолу и магнетофонску врпцу | Инструментална музика (врпца)              |
| 1991.    | Contrabajo concert (a Daniel Kientzy), para saxofón contrabajo solo, за контрабассаксофон соло                                                                                 | Солистичка музика                          |
| 1991.    | Soprano-Concert, за сопрансаксофон соло | Солистичка музика                          |
| 1991.    | Bajo concert , за бассаксофон соло | Солистичка музикаа                         |
| 1991-96. | Adagio Scherzo,, електроакустичка музика | Електроакустичка музика                    |
| 1992.    | 'Viola Concert, за виолу и магнетофонску врпцу | Солистичка музика (врпца)                  |
| 1993.    | Baryton concert, за баритонсаксофон соло | Солистичка музика                          |
| 1994.    | Dos esbozos para antiguos instrumentos electrónicos | Електроничка музика                        |
| 1994.    | Alto concert , за алтсаксофон соло | Солистичка музика                          |
| 1995.    | …qуе но десорганиза цап мурмури, за блокфлауту и магнетофонску врпцу | Солистичкамузика (врпца)                   |
| 1996.    | Constanza за квартет блокфлаута (сопран, алт, тенор и бас) и магнетофонску врпцу                                                                                               | Инструментална музика (врпца)              |
| 1996.    | Constanza (La casa del viento 1) , за сопранино саксофон соло | Солистичка музика                          |
| 1996.    | Variaciones sobre órgano, за оргуље и магнетофонску врпцу | Солистичка музика (врпца)                  |
| 1997.    | Sopranino concert , за виолину, виолончело, тромбон и гласовир | Коморна музика                             |
| 1998.    | Quodlibet VII (2. верзија), за удараљке и магнетофонску врпцу | Солистичка музика (врпца)                  |
| 1998.    | 'Vuelta de paseo , за сопран, харфу и магнетофонску врпцу | Вокална музика (уз глазбала)               |
| 1999.    | Clarinet Concert para Harry Sparnaay, за баскларинет и магнетофонску врпцу | Инструментална музика(врпца)               |
| 1999.    | 'La casa del viento (2. верзија), за флауту и алтфлауту, кларинет и баскларинет, виолу, виолончело и магнетофонску врпцу                                                       | Инструментална музика (врпца)              |
| 1999.    | Coreúticа, за виолу и магнетофонску врпцу | Солистичка музика(врпца)                   |
| 1999.    | Amico ai vinto, за енглески рог, двије виоле и магнетофонску врпцу | Инструментална музика (врпца)              |
| 1999.    | Claro-Oscuro (a Zlatko Brncic), за малу флауту, флауту (ин Ц), флауту ин Г и басфлауту                                                                                         | Коморна музика                             |
| 2000.    | Ergon Rondeau за четири рога, озвучени виолончело и магнетофонску врпцу | Инструментална музика (врпца)              |
| 2001.    | 'La casa del viento (3. верзија), за гудачки квартет и магнетофонску врпцу | Инструментална музика (врпца)              |
| 2001.    | Escenа, за глас, електронику и гласовир, вибрафон и харфу | Инструментална музика (глас и електроника) |
| 2002.    | Ronde-Bosse , за виолу и харфу и магнетофонску врпцу (електроакустичке интеракције у реалном времену)                                                                          | Инструментална музика (врпца)              |
| 2002.    | Clarinen-tres, versión para viola, за виолу и магнетофонску врпцу (електроакустичке интеракције у реалном времену)                                                             | Инструментална музика (врпца)              |
| 2003.    | Son(ru)idos , за хармонику, кларинет и вишеканалну електронику | Инструментална музика(електроника)         |
| 2004.    | ...//...minúscula claridad recién nacida...//... | Инструментална музика (електроника)        |
| 2005.    | Alto-Concert II , за алттромбон и електронику | Инструментална музика (електроника)        |
| 2006.    | La casa del viento IV, за алттромбон и електронику | Инструментална музика (електроника)        |
| 2007.    | 'Relumbre, за алттромбон и електронику | Инструментална музика (електроника)        |
| 2009.    | Violoncello-Concert a Joan Miró, за виолончело и електронику | Инструментална музика (електроника)        |
| 2009.    | Bass clarinet-Concert for Harry Sparnaay, versión para violonceloy, верзија за виолончело и електронику                                                                        | Инструментална музика (електроника)        |